# Оранџ Парк (Флорида)
Оранџ Парк (енгл. Orange Park) град је у америчкој савезној држави Флорида. По попису становништва из 2010. у њему је живело 8.412 становника.

## Демографија
Према попису становништва из 2010. у граду је живело 8.412 становника, што је 669 (7,4%) становника мање него 2000. године.
| Група             | 2000.         | 2010.         |
| Белци             | 7.294 (80,3%) | 5.968 (70,9%) |
| Афроамериканци    | 995 (11,0%)   | 1.242 (14,8%) |
| Азијати           | 210 (2,3%)    | 269 (3,2%)    |
| Хиспаноамериканци | 418 (4,6%)    | 740 (8,8%)    |
| Укупно            | 9.081         | 8.412         |